# Khon Buri (huyện)
Khon Buri (tiếng Thái: ครบุรี) là một huyện (amphoe) ở phía nam của tỉnh Nakhon Ratchasima, đông bắc Thái Lan.

## Lịch sử
Khon Buri trong tiếng Thái nghĩa là nguồn sông, liên quan đến các phụ lưu của sông Mun ch đơn vị này có tên Ban Khon Buri. Thị xã này đã được đổi tên thành Mueang Khon  và sau đó là Khon Buri.
Năm 1907, khu vực này là tiểu huyện (King Amphoe) của huyện Chok Chai. Tiểu huyện có tên King Amphoe Chae do trung tâm thị xã ở tambon Chae.
Do tambon Khon Buri cách xa trung tâm của huyện Pak Thong Chai, chính quyền đã gộp đơn vị này quản lý chung với phó huyện Chae năm 1939. Đồng thời, đơn vị này được chính thức nâng cấp thành huyện và đổi tên thành Khon Buri.

## Địa lý
Các huyện giáp ranh (từ phía bắc theo chiều kim đồng hồ) là Chok Chai và Nong Bun Mak của tỉnh Nakhon Ratchasima, Nong Ki của tỉnh Buriram, Soeng Sang của Nakhon Ratchasima, Watthana Nakhon và Mueang Sa Kaeo của tỉnh Sa Kaeo, Na Di của Prachinburi Province, và Wang Nam Khiao và Pak Thong Chai của Nakhon Ratchasima.

## Hành chính
Huyện này được chia thành 12 phó huyện (tambon). Có ba thị trấn (thesaban tambon): Chae và Chorakhe Hin, mỗi thị trấn nằm trên một phần của tambon cùng ên, Sai Yong-Chai Wan nằm trên một phần của tambon Khon Buri và Khon Buri Tai.
| 1.  | Chae          | แชะ         |  |
| 2.  | Chaliang      | เฉลียง       |  |
| 3.  | Khon Buri     | ครบุรี        |  |
| 4.  | Khok Krachai  | โคกกระชาย   |  |
| 5.  | Chorakhe Hin  | จระเข้หิน     |  |
| 6.  | Map Tako En   | มาบตะโกเอน  |  |
| 7.  | Oraphim       | อรพิมพ์       |  |
| 8.  | Ban Mai       | บ้านใหม่      |  |
| 9.  | Lam Phiak     | ลำเพียก      |  |
| 10. | Khon Buri Tai | ครบุรีใต้      |  |
| 11. | Tabaek Ban    | ตะแบกบาน    |  |
| 12. | Sa Wan Phraya | สระว่านพระยา |  |